# Tylna
Tylna (niem. Hinter-Berg, 557 m n.p.m.) – wierzchołek Wilkowca (598 m n.p.m.) w południowo-zachodniej Polsce, w Sudetach Środkowych, w paśmie Wzgórz Włodzickich.

## Opis
Wierzchołek położony jest w najniższej południowej części Wzgórz Włodzickich, na południowy zachód od Wilkowca, na południe od linii towarowej Ścinawka Średnia-Słupiec (kamieniołom) i ul. Radkowskiej w Słupcu.